# Arondismentul Saint-Jean-de-Maurienne
Arondismentul Saint-Jean-de-Maurienne (în franceză Arrondissement de Saint-Jean-de-Maurienne) este un arondisment din departamentul Savoie, regiunea Rhône-Alpes, Franța.

## Subdiviziuni

### Cantoane
- Cantonul Aiguebelle
- Cantonul La Chambre
- Cantonul Lanslebourg-Mont-Cenis
- Cantonul Modane
- Cantonul Saint-Jean-de-Maurienne
- Cantonul Saint-Michel-de-Maurienne

### Comune
| 1. Aiguebelle (73002)                   | 2. Aiton (73007)                        | 3. Albiez-Montrond (73013)             | 4. Albiez-le-Jeune (73012)              |
| 5. Argentine (73019)                    | 6. Aussois (73023)                      | 7. Avrieux (73026)                     | 8. Bessans (73040)                      |
| 9. Bonneval-sur-Arc (73047)             | 10. Bonvillaret (73049)                 | 11. Bramans (73056)                    | 12. La Chambre (73067)                  |
| 13. La Chapelle (73074)                 | 14. Les Chavannes-en-Maurienne (73083)  | 15. Le Châtel (73080)                  | 16. Fontcouverte-la Toussuire (73116)   |
| 17. Fourneaux (73117)                   | 18. Freney (73119)                      | 19. Hermillon (73135)                  | 20. Jarrier (73138)                     |
| 21. Lanslebourg-Mont-Cenis (73143)      | 22. Lanslevillard (73144)               | 23. Modane (73157)                     | 24. Montaimont (73163)                  |
| 25. Montgellafrey (73167)               | 26. Montgilbert (73168)                 | 27. Montricher-Albanne (73173)         | 28. Montsapey (73175)                   |
| 29. Montvernier (73177)                 | 30. Notre-Dame-du-Cruet (73189)         | 31. Orelle (73194)                     | 32. Pontamafrey-Montpascal (73203)      |
| 33. Randens (73212)                     | 34. Saint-Alban-des-Hurtières (73220)   | 35. Saint-Alban-des-Villards (73221)   | 36. Saint-André (73223)                 |
| 37. Saint-Avre (73224)                  | 38. Saint-Colomban-des-Villards (73230) | 39. Saint-Étienne-de-Cuines (73231)    | 40. Saint-François-Longchamp (73235)    |
| 41. Saint-Georges-des-Hurtières (73237) | 42. Saint-Jean-d'Arves (73242)          | 43. Saint-Jean-de-Maurienne (73248)    | 44. Saint-Julien-Mont-Denis (73250)     |
| 45. Saint-Léger (73252)                 | 46. Saint-Martin-d'Arc (73256)          | 47. Saint-Martin-de-la-Porte (73258)   | 48. Saint-Martin-sur-la-Chambre (73259) |
| 49. Saint-Michel-de-Maurienne (73261)   | 50. Saint-Pancrace (73267)              | 51. Saint-Pierre-de-Belleville (73272) | 52. Saint-Rémy-de-Maurienne (73278)     |
| 53. Saint-Sorlin-d'Arves (73280)        | 54. Sainte-Marie-de-Cuines (73255)      | 55. Sollières-Sardières (73287)        | 56. Termignon (73290)                   |
| 57. Valloire (73306)                    | 58. Valmeinier (73307)                  | 59. Villarembert (73318)               | 60. Villargondran (73320)               |
| 61. Villarodin-Bourget (73322)          | 62. Épierre (73109)                     |                                        |                                         |